# Townesia exilis
Townesia exilis är en stekelart som beskrevs av Gupta och Tikar 1976. Townesia exilis ingår i släktet Townesia och familjen brokparasitsteklar. Inga underarter finns listade i Catalogue of Life.